# Saque de Damieta
O saque de Damieta em 853 foi um grande sucesso do Império Bizantino. Em 22 de maio de 853, a marinha bizantina atacou a cidade portuária de Damieta no delta do Nilo, cuja guarnição estava ausente naquele momento. A cidade foi saqueada e pilhada, produzindo não só muitos cativos, mas também grandes quantidades de armas e suprimentos que seriam enviados ao Emirado de Creta.

## Antecedentes
Durante os anos 820, os bizantinos sofreram duas grandes perdas que destruíram sua supremacia naval no mar Mediterrâneo: o começo da conquista muçulmana da Sicília e a queda de Creta para exilados andalusinos. Suas perdas marcaram o início de uma era onde piratas sarracenos invadiram as costas cristãs ao norte do Mediterrâneo quase à vontade. O estabelecimento do Emirado de Creta, que se tornou refúgio aos navios muçulmanos, abriu o mar Egeu para raides, enquanto o domínio - ainda parcial - da Sicília permitiu aos árabes atacar e mesmo assentar na Itália e costa adriática. Várias tentativas bizantinas de retomar Creta no rescaldo da conquista andalusina, bem como uma grande invasão em 842-843, falharam totalmente.

## Expedição bizantino e saque de Damieta
Assim, em 852/853, o governo bizantino tentou uma nova abordagem: reuniu um grande armamento naval, alegadas três frotas consistindo de 300 navios, e enviou-as para atacar as bases navais muçulmanas no Mediterrâneo Oriental simultaneamente. Uma das frotas, compreendendo 85 navios e 5 000 homens sob um general conhecido das fontes árabes apenas como "ibne Catuna", dirigiu-se à costa egípcia, pois foi do Egito que os abássidas enviavam auxílio à Creta. Várias identificações foram propostas pelos estudiosos modernos para "ibne Catuna", mas sem qualquer evidência. Henri Grégoire originalmente sugeriu Sérgio Nicetiata, que provavelmente morreu em 843, e depois o paracemomeno Damião. Outras Sugestões incluem o Fotino e Constantino Contomita.
A frota bizantino chegou diante da cidade em 22 de maio de 853. Naquele tempo, a guarnição estava ausente, participando duma festa organizada pelo governador Ambaçá ibne Ixaque Aldabi em Fostate. Os habitantes de Damieta fugiram da cidade indefesa, que foi saqueada por dois dias e então incendiada pelos bizantinos. Os bizantinos levaram cerca de 600 mulheres árabes e coptas, bem como grandes quantidades de armamentos e outros suprimentos que seriam enviados à Creta. Eles então velejaram para leste e atacaram a fortaleza de Ushtun. Após tomá-la, eles incendiaram muitas artilharias e armas de cerco que encontraram e retornaram para casa.

## Impacto
Embora "uma das mais brilhantes operações militares" (Christides) realizada pelo exército bizantino, o raide é completamente ignorado nas fontes bizantinos, cujos relatos são deformados pela atitude hostil ao imperador Miguel III, o Ébrio (r. 842–867) e seu reinado. Consequentemente, o raide é conhecido apenas através de dois relatos árabes, por Tabari e Iacubi. Segundo os cronistas árabes, a percepção da vulnerabilidade do Egito pelo mar levou, após longa fase de negligência, ao fortalecimento urgente das defesas marítimas do Egito: navios foram construídos, novos tripulantes foram recrutados, e Damieta e outros sítios costeiros foram fortificados. Isso marcou o renascimento da marinha egípcia, que alcançou seu pico mais adiante sob o Califado Fatímida.